# Alen Ožbolt
Alen Ožbolt (Novo Mesto, 24 de junio de 1996) es un futbolista esloveno. Juega de delantero y su equipo es el Levadiakos F. C. de la Superliga de Grecia.

## Trayectoria
Ožbolt comenzó su carrera en el NK Domžale siendo cedido al Borussia Dortmund II en 2015. Se marchó al TSV Hartberg a principios de 2018. Sin embargo, dejó el Hartberg al final de la temporada 2017-18 y acabó relegando en el Lokomotiv Plovdiv como agente libre.

## Clubes
| Club                          | País       | Año       |
| ----------------------------- | ---------- | --------- |
| N. K. Domžale                 | Eslovenia  | 2014-2018 |
| Borussia Dortmund II (cedido) | Alemania   | 2015-2017 |
| TSV Hartberg                  | Austria    | 2018      |
| P. F. C. Lokomotiv Plovdiv    | Bulgaria   | 2018-2020 |
| Š. K. Slovan Bratislava       | Eslovaquia | 2020-2022 |
| Hapoel Haifa F. C. (cedido)   | Israel     | 2021-2022 |
| Hapoel Tel Aviv F. C.         | Israel     | 2022-2024 |
| Levadiakos F. C.              | Grecia     | 2024-     |

## Palmarés

### Títulos nacionales
| Título                  | Club                       | País       | Año  |
| ----------------------- | -------------------------- | ---------- | ---- |
| Copa de Eslovenia       | N. K. Domžale              | Eslovenia  | 2017 |
| Copa de Bulgaria        | P. F. C. Lokomotiv Plovdiv | Bulgaria   | 2019 |
| Superliga de Eslovaquia | Š. K. Slovan Bratislava    | Eslovaquia | 2020 |
| Copa de Eslovaquia      | Š. K. Slovan Bratislava    | Eslovaquia | 2020 |
| Superliga de Eslovaquia | Š. K. Slovan Bratislava    | Eslovaquia | 2021 |
| Copa de Eslovaquia      | Š. K. Slovan Bratislava    | Eslovaquia | 2021 |